# Montbonnot-Saint-Martin
Montbonnot-Saint-Martin là một xã thuộc tỉnh Isère trong vùng Rhône-Alpes đông nam nước Pháp. Xã này nằm ở khu vực có độ cao trung bình 300 mét trên mực nước biển. Theo điều tra dân số năm 2006 của INSEE có dân số là 4487 người.